# Ocuiltzapoyo
Ocuiltzapoyo är en ort i Mexiko.   Den ligger i kommunen San Martín Chalchicuautla och delstaten San Luis Potosí, i den sydöstra delen av landet, 210 km norr om huvudstaden Mexico City. Ocuiltzapoyo ligger 140 meter över havet och antalet invånare är 1 060.
Terrängen runt Ocuiltzapoyo är kuperad åt nordväst, men åt sydost är den platt. Runt Ocuiltzapoyo är det ganska tätbefolkat, med 90 invånare per kvadratkilometer. Närmaste större samhälle är Tamazunchale, 9,5 km sydväst om Ocuiltzapoyo. Omgivningarna runt Ocuiltzapoyo är en mosaik av jordbruksmark och naturlig växtlighet.